# Tobias Hainyeko
Tobias Hainyeko (Namibia, 1932 – Dito di Caprivi, 18 maggio 1967) è stato un rivoluzionario namibiano. Fu uno dei primi leader del movimento indipendentista della Namibia.

## Biografia
Nativo della futura Namibia e di etnia ovambo, nei primi anni 1950 emigrò a Città del Capo, e lì entrò in contatto con gli ambienti progressisti e rivoluzionari namibiani. Tornato in Namibia nel 1959, divenne seguace del capo ribelle Sam Nujoma e lo accompagnò nel suo esilio a Dar es Salaam. Divenne quindi militante dell'Organizzazione Popolare dell'Africa del Sud-Ovest, e adottati ideali marxisti-leninisti fu anche addestrato per un periodo in Unione Sovietica.
Distintosi per le proprie capacità di comando, divenne uno dei capi militari dei guerriglieri namibiani, rientrando segretamente in Africa nel 1965 e dando inizio alla guerra di indipendenza della Namibia, che si sarebbe protratta fino al 1990. Il 18 maggio 1967, durante un tentativo di attraversamento del fiume Cuando, Hainyeko fu ucciso in una sparatoria con la polizia sudafricana, che l'aveva intercettato. Prima di essere colpito a morte, Hainyeko riuscì a uccidere due agenti governativi.
A posteriori sono state fatte molte congetture sulla sua morte. L'Organizzazione Popolare disse che il guerrigliero era stato tradito da un locale dirigente della Caltex, con cui Hainyeko aveva avuto contatti riguardo al contrabbando nella regione del Dito di Caprivi, ma si sospettò anche che il tradimento fosse stato opera di altri miliziani dell'Organizzazione invidiosi della sua influenza. In suo onore è intitolato il distretto elettorale di Tobias Hainyeko.